# Fallston (Pensilvania)
Fallston es un borough ubicado en el condado de Beaver en el estado estadounidense de Pensilvania. En el año 2000 tenía una población de 307 habitantes y una densidad poblacional de 262 personas por km².

## Geografía
Fallston se encuentra ubicado en las coordenadas 40°43′11″N 80°18′36″O / 40.71972, -80.31000.

## Demografía
Según la Oficina del Censo en 2000 los ingresos medios por hogar en la localidad eran de $30,000 y los ingresos medios por familia eran $42,917. Los hombres tenían unos ingresos medios de $30,714 frente a los $25,625 para las mujeres. La renta per cápita para la localidad era de $15,312. Alrededor del 11.8% de la población estaba por debajo del umbral de pobreza.